# Edinson Pinzón
Edinson Pinzón Pérez (Piedecuesta, Santander, Colombia; 14 de marzo de 1981) es un exfutbolista colombiano. Jugaba de mediocampista y se retiró en el Real Cartagena de Colombia.

## Clubes
| Club                 | País     | Año         |
| -------------------- | -------- | ----------- |
| Valledupar F. C.     | Colombia | 2006        |
| Atlético Bucaramanga | Colombia | 2007 - 2008 |
| Cúcuta Deportivo     | Colombia | 2009 - 2010 |
| Real Cartagena       | Colombia | 2010        |